# تسولکوو
تسولکوو (به آلمانی: Zölkow) یک شهر در آلمان است که در لودویگسلوست-پارشیم واقع شده‌است. تسولکوو ۶۷۴ نفر جمعیت دارد.